# Szomorúság maszkja
Koordináták: é. sz. 59° 35′ 30″, k. h. 150° 48′ 44″59.591631°N 150.812131°E

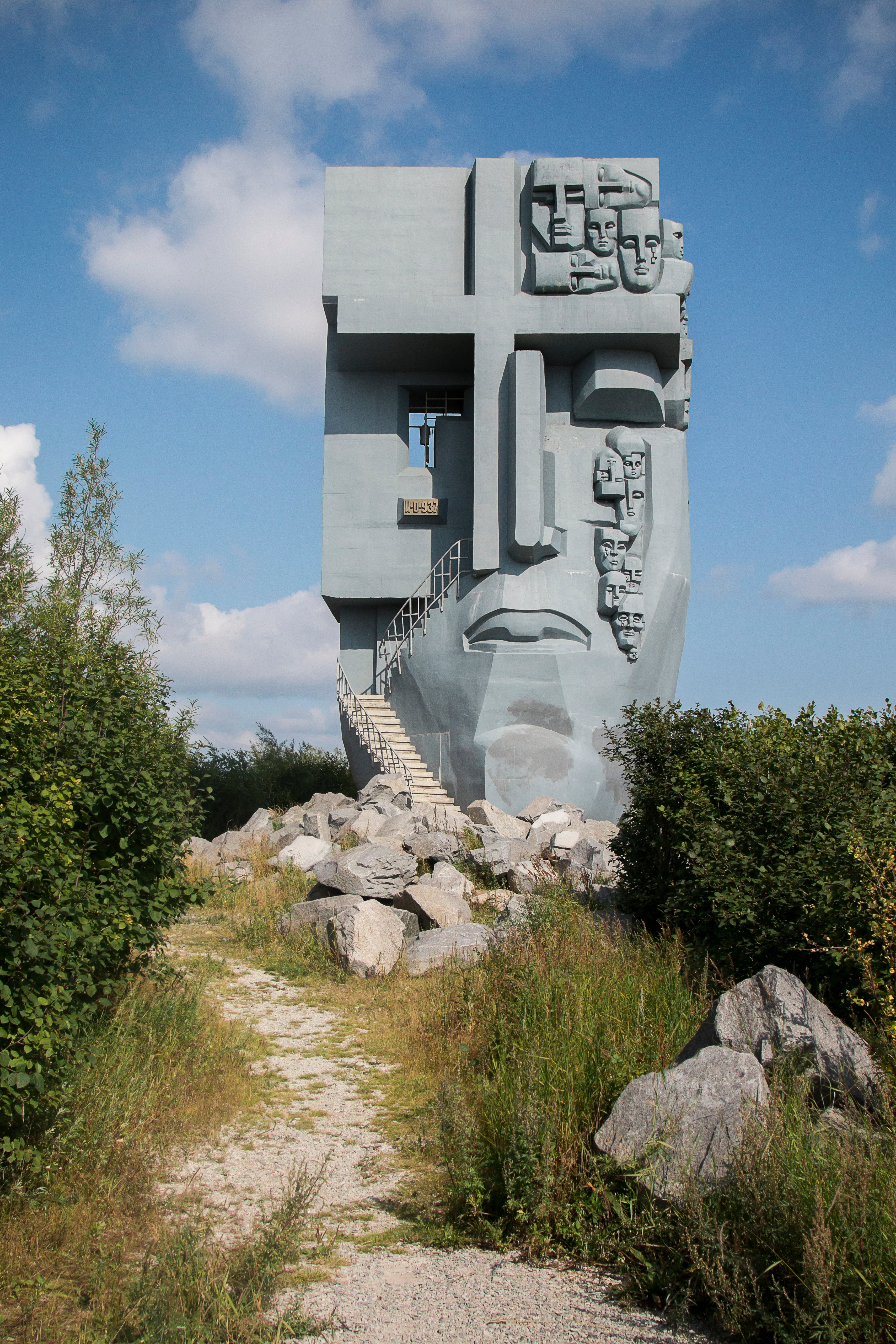
A Szomorúság maszkja

A Szomorúság maszkja (oroszul Маска скорби [Maszka szkórbi]) az oroszországi Magadan város feletti dombon állított szobor, amely arra a nagyszámú fogolyra emlékeztet, aki az 1930-as, 1940-es és 1950-es években a Szovjetunió Kolima régiójában lévő Gulág börtöntáborokban szenvedett és halt meg. Egy nagyméretű, betonból készült, arcot formázó szoborból áll, melynek bal szeméből könnycseppek formájában kisebb maszkok hullanak alá. A jobb szem egy berácsozott ablakot formáz. A hátsó rész egy zokogó fiatalasszonyt és egy kereszten lévő, lefejezett férfialakot jelenít meg. Belül a Sztálin-éra egy tipikus börtöncellájának másolata található. A maszk alatti kőfaragványok több kolimai kényszermunkatábor nevét, illetve a különféle vallási és politikai rendszerek jelképeit hordozzák, melynek követői itt szenvedtek.
A szobrot 1996. június 12-én leplezték le az orosz kormány támogatásával és hét orosz város – köztük Magadan – pénzügyi hozzájárulásával. A tervet Ernst Neizvestny szobrász készítette, akinek a szülei az 1930-as évek sztálini tisztogatásainak áldozatává váltak; az emlékművet Kamil Kazaev építette fel. A maszk 15 méter magas és 56 köbmétert tesz ki.

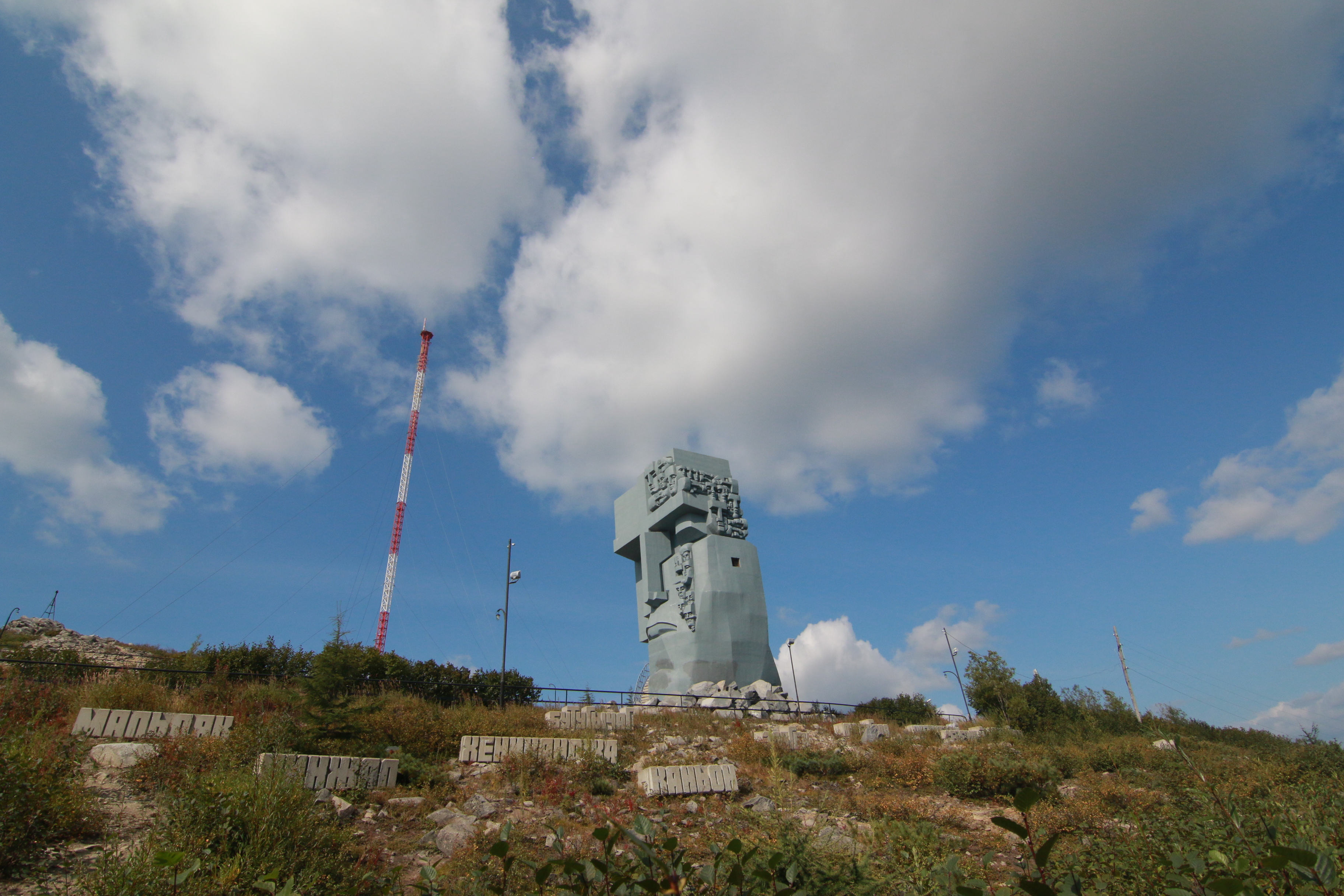
Az emlékmű környezete
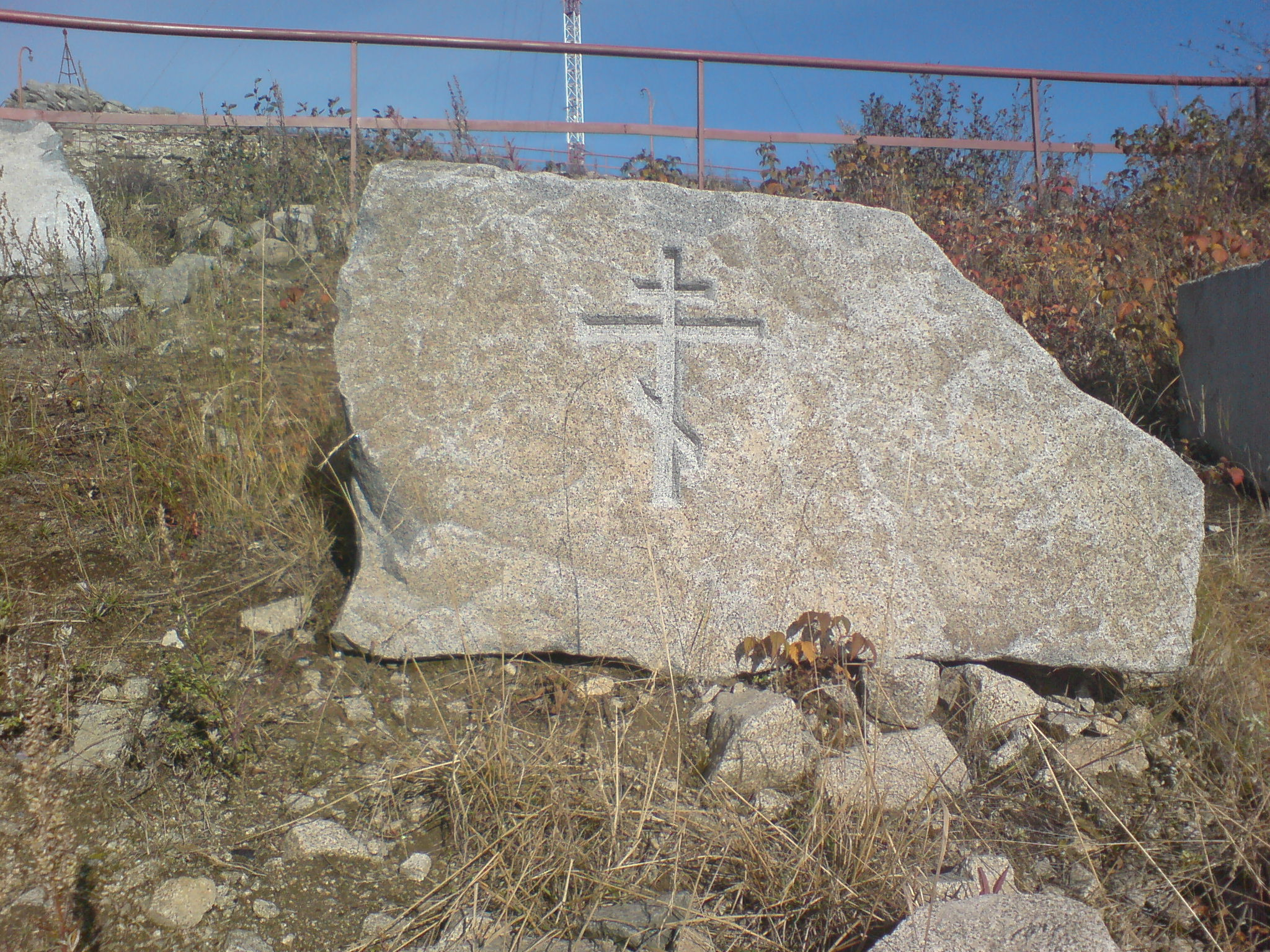
A Szomorúság maszkjához vezető ösvény mellett található sok kő egyike, melybe vallási jelképet véstek. Ez itt egy ortodox keresztény kereszt
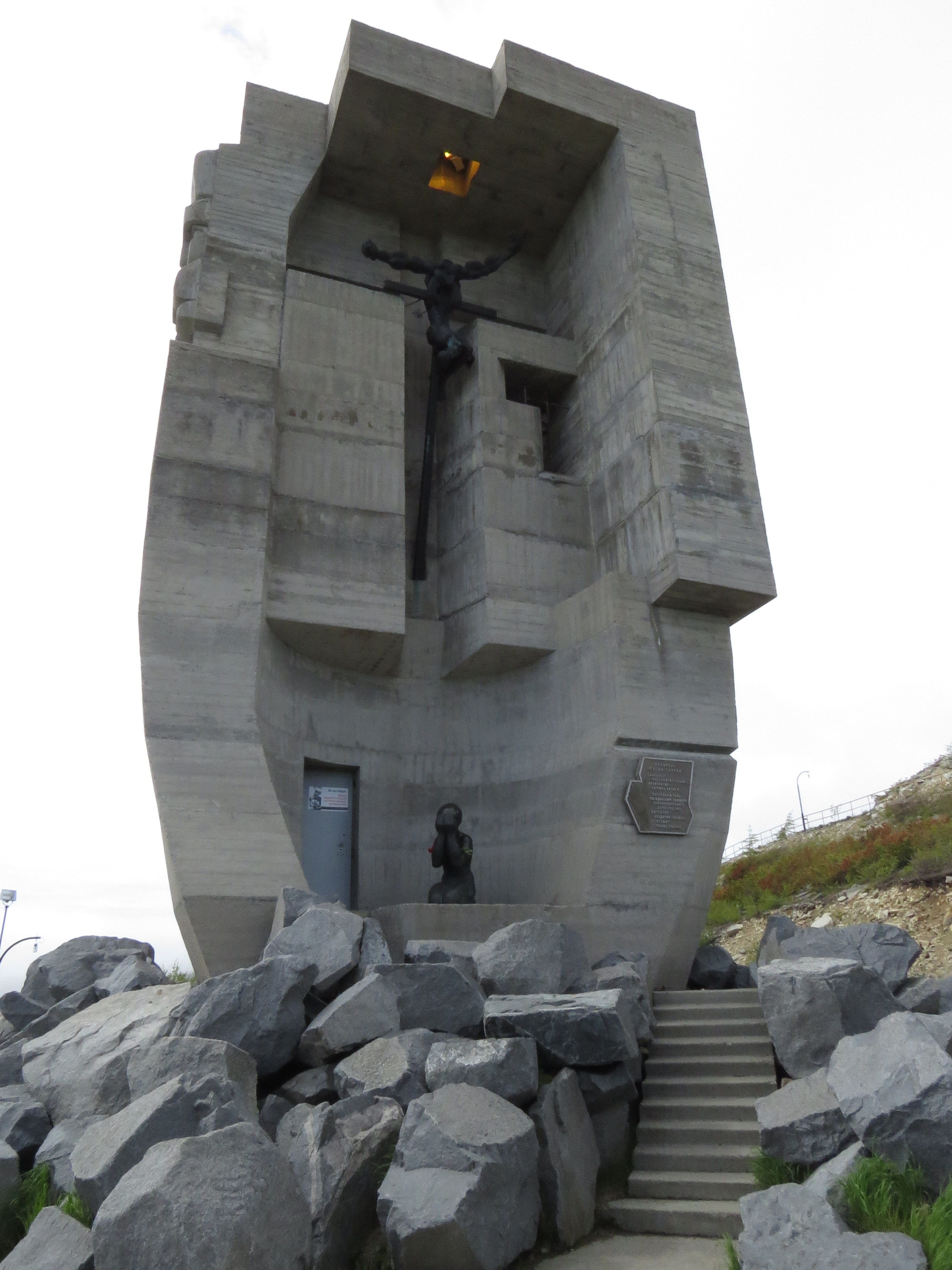
Az emlékmű hátulról, a zokogó asszonyalakkal és a megrongált feszülettel

## Fordítás
Ez a szócikk részben vagy egészben  a   Mask of Sorrow című angol Wikipédia-szócikk ezen változatának fordításán alapul.  Az eredeti cikk szerkesztőit annak laptörténete sorolja fel. Ez a jelzés csupán a megfogalmazás eredetét és a szerzői jogokat jelzi, nem szolgál a cikkben szereplő információk forrásmegjelöléseként.